# Djalal Ardjoun Khalil
Pour les articles homonymes, voir Khalil.
Djalal Ardjoun Khalil est une enseignante-chercheuse et femme politique tchadienne. Elle est ministre de la Femme, de la Protection de la Petite enfance et de la Solidarité nationale du 9 novembre 2018 au 26 juin 2020 et  ministre du Développement touristique, de la Culture et de l'Artisanat du 8 mai au 9 novembre 2018.

## Biographie

### Formation
Après avoir décroché son baccalauréat série D en 1997, Djalal Ardjoun Khalil s'inscrit à la faculté des sciences exactes et appliquées, dans le département de sciences naturelles de l'université de N'Djaména, où elle obtient une licence en 2000. Elle part ensuite à Dakar (Sénégal) pour poursuivre ses études à l'Université Cheikh-Anta-Diop, où elle décroche une maîtrise en sciences naturelles et une attestation d'études approfondies en 2002. En 2004, elle obtient un diplôme d'études approfondies (DEA) dans le domaine des productions animales à l'École inter-États des sciences et médecine vétérinaires de Dakar (EISMS). En 2011, elle obtient son doctorat en développement rural, option systèmes de productions animales, à l’université polytechnique de Bobo-Dioulasso au Burkina Faso.

### Carrière
Djalal Ardjoun Khalil débute en tant que stagiaire au sein de l'Organisation des Nations unies pour l'alimentation et l'agriculture, ce qui lui permet par la suite de faire des stages et séminaires au Burkina Faso, au Niger et en France. De 2008 à décembre 2010, elle est la coordinatrice du projet de la ferme présidentielle pilote de production bovine et de formation de Mandalia. Du 8 mai au 9 novembre 2018, elle est ministre du Développement touristique, de la Culture et de l'Artisanat. Depuis le 9 novembre 2018, elle est la ministre de la Femme, de la Protection de la Petite enfance et de la Solidarité nationale,.